# إيوان نوريس
إيوان نوريس (بالإنجليزية: Euan Norris)‏ هو حكم كرة قدم بريطاني، ولد في 29 أكتوبر 1977.